# Pirgachha
Pirgachha är ett underdistrikt i Bangladesh. Det ligger i den norra delen av landet, 240 km norr om huvudstaden Dhaka.
Trakten runt Pirgachha består till största delen av jordbruksmark. Runt Pirgachha är det mycket tätbefolkat, med 1 411 invånare per kvadratkilometer.